# Leonie Raich
Leonie Raich (* 2. März 2005) ist eine österreichische Skirennläuferin. Sie startet hauptsächlich in den technischen Disziplinen Riesenslalom und Slalom. Sie gehört seit der Saison 2025/26 dem Ski Austria B-Kader an.

## Karriere
Raich gab ihr internationales Renndebüt Im November 2021. Ihren ersten Erfolg bei einem Großereignis feierte sie zwei Jahre später, als sie beim Europäischen Olympischen Jugendfestival in Tarvis die Goldmedaille im Slalom gewann. Zudem belegte sie Rang 12 im Super-G, im Riesenslalom schied sie aus.
Ihr Weltcupdebüt feierte sie am 7. Jänner 2024 beim Slalom von Kranjska Gora, wobei sie jedoch die Qualifikation für den zweiten Durchgang verpasste.
Bei den Juniorenweltmeisterschaften 2025 in Tarvis gewann Raich die Silbermedaille im Slalom hinter der Schwedin Cornelia Öhlund. In der Team-Kombination belegte sie gemeinsam mit Victoria Olivier den 9. Rang.

## Privates
Leonie Raich ist eine entfernte Verwandte des Olympiasiegers Benjamin Raich und seiner Schwester, der Skirennläuferin Carina Raich.

## Erfolge

### Juniorenweltmeisterschaften
- Haute-Savoie 2024: 10. Slalom, 26. Riesenslalom, DNF Team-Kombination
- Tarvis 2025: 2. Slalom, 9. Team-Kombination DNF Riesenslalom

### Europacup
- 2 Platzierungen unter den besten 20

### Europäisches Olympisches Jugendfestival
- Tarvis 2023: 1. Slalom, 12. Super-G, DNF Riesenslalom

### Weitere Erfolge
- 7 Siege bei FIS-Rennen